# NGC 1223
NGC 1223 é uma galáxia  localizada na direcção da constelação de Eridanus. Possui uma declinação de -04° 08' 19" e uma ascensão recta de 3 horas, 08 minutos e 19,9 segundos.
A galáxia NGC 1223 foi descoberta em 1886 por Frank Leavenworth.